# بیلی پرایس (بازیکن فوتبال، زاده ۱۹۱۷)
بیلی پرایس (انگلیسی: Billy Price; زاده ۴ اکتبر ۱۹۱۷ - درگذشته ۱۹۹۵ (۷۷−۷۸ سال)) بازیکن فوتبال در پست مهاجم اهل انگلستان بود.

## باشگاهی
از باشگاه‌هایی که در آن بازی کرده‌است می‌توان به باشگاه فوتبال هال سیتی، باشگاه فوتبال برادفورد سیتی، باشگاه فوتبال وینسفورد یونایتد، باشگاه فوتبال ریدینگ و باشگاه فوتبال هادرزفیلد تاون اشاره کرد.